# Norah Flatley
Norah Flatley (San Diego, 10 marzo 2000) è una ginnasta statunitense, membro della nazionale juniores statunitense di ginnastica artistica.
Il suo attrezzo di punta è la trave. È allenata da Liang Chow, che tra le altre ha allenato anche le campionesse olimpiche e mondiali Shawn Johnson e Gabby Douglas.
Nel suo primo anno come ginnasta d'élite, si è classificata quinta nel concorso generale ai campionati statunitensi juniores, ed è stata convocata a far parte della squadra nazionale.

## Carriera sportiva
Nel 2012 la Flatley compete al Livello 10, classificandosi terza nel concorso generale e prima alla trave ai Campionati Nazionali Olimpici juniores.

### 2013: Squadra nazionale
La Flatley passa al livello "élite" ai Parkettes National Elite Qualifier. La sua prima competizione d'élite, gli US Classic, la vede classificarsi quarta nel concorso generale e alle parallele e prima alla trave qualificandosi così per i suoi primi campionati nazionali.
Ai Campionati Nazionali si classifica quinta nel concorso generale, quindicesima al volteggio, sesta alle parallele, seconda alla trave e tredicesima al corpo libero. Viene convocata a fare parte della Squadra Nazionale.

### 2014: Trofeo Città di Jesolo; Pacific Rim Championships; U.S. Classic; Campionati Nazionali

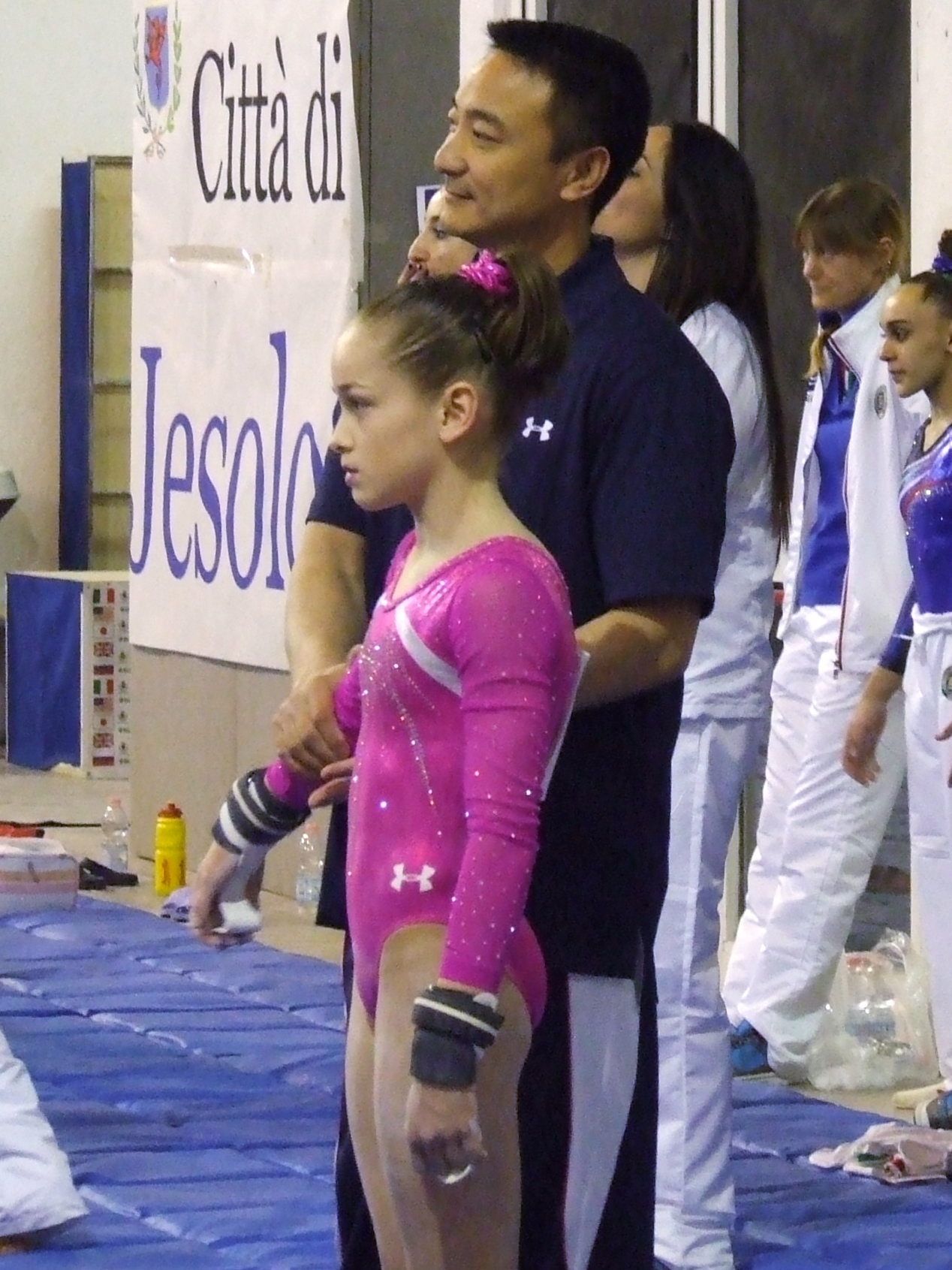
Norah Flatley con Liang Chow al VII Trofeo Città di Jesolo.

Nel mese di marzo, viene convocata per fare parte della squadra americana junior per il Trofeo Città di Jesolo dove fa il suo debutto internazionale. A Jesolo aiuta la squadra a conquistare la medaglia d'oro, vince il bronzo nel concorso generale, e l'oro alla trave.
Dopo Jesolo viene convocata per fare parte della squadra americana per i Pacific Rim Championships, dove vince le medaglie d'oro a squadra e a trave e si piazza quarta alle parallele. Inizialmente conquista anche il terzo posto nel concorso generale ma, per la regola two-per-country, non rientra tra le finaliste medagliate. Si qualifica per la finale a trave dove vince l'oro con 14.85, alle parallele arriva quarta.
Il 2 agosto la Flatley partecipa agli U.S. Classic nella categoria juniores; con un punteggio di 56,450 vince la medaglia di bronzo nel concorso individuale, a pari merito con Deanne Soza. Grazie all'alto punteggio di 15,100 vince la medaglia d'oro alla trave. Vince anche il bronzo alle parallele asimmetriche.
Ai Campionati Nazionali cade inaspettatamente alla trave in entrambe le giornate. Riesce comunque a vincere la medaglia di bronzo nel concorso individuale con il punteggio complessivo delle due giornate di 112.550. Vince anche la medaglia d'argento alle parallele; alla trave chiude in quarta posizione. Viene confermata membro della Squadra Nazionale Statunitense Juniores 2014 insieme a Alexis Vasquez, Jordan Chiles, Nia Dennis, Bailie Key, Jazmyn Foberg e Emily Gaskins.

### 2015: Trofeo Città di Jesolo
Nel mese di marzo, viene convocata per fare parte della squadra americana junior per il Trofeo Città di Jesolo. A Jesolo aiuta la squadra a conquistare la medaglia d'oro, vince la medaglia d'argento nel concorso individuale e alle parallele e l'oro alla trave. 
A causa di un infortunio al piede, è costretta a saltare gli U.S.Classic e i Campionati nazionali.
Nel mese di Ottobre si iscrive verbalmente alla UCLA.